# 通天塔图书馆
《通天塔图书馆》（西班牙語：La biblioteca de Babel），又译作《巴别图书馆》，是阿根廷作家豪尔赫·路易斯·博尔赫斯的一部短篇小说。这部小说构想了一个庞大的图书馆，其中包含了所有可能的特定字符组合的410页的书籍。
这部小说最初于1939年以散文形式出版，书名为《全库图书馆》（La Biblioteca Total），后发表于博尔赫斯1941年出版的短篇小说集《小径分岔的花园》（El jardín de senderos que se bifurcan）中，该小说集由西班牙语写成。而整部小说集又被他后来颇具影响的作品集《虚构集》（1944年）所收录。1962年，同时出现了两个英语翻译版本，一个是收录于由詹姆斯·E·厄比（James E. Irby）翻译的名为《迷宫》的博尔赫斯作品集中，另一个是由安东尼·科里根（Anthony Kerrigan）所翻译，作为整本《虚构集》中合作翻译的一部分。

## 故事内容
小说的叙述者的宇宙是由一个个相邻六边形房间组成的巨大的图书馆。每个房间里有六边，房间的一边是通往相邻房间的通道，另一边摆放了人类生存所需的基本物品，剩下四边各放置了5个书架，共计20个。尽管图书馆中书籍的摆放顺序是随机的，书籍内容也毫无意义，仅由25个字符（22个希伯来字母、句号、逗号和空格）随机排列而成，但是图书馆的居民们相信图书馆囊括了所有可能的书籍。尽管这个宇宙中绝大多数的书都是毫无意义的，但是图书馆也囊括了每一本已经被写过的书，或者将来会被写出的书，以及这些书的每一种可能的翻译版本或略有错误的版本。叙述者指出，图书馆包含所有有用的信息，包括未来的预测、任何人的传记，以及包含所有书籍的目录。
但也因为有着如此多的书籍以及其所包含的无比多的信息，这些书对读者来说几乎都是完全无用的，这让一些图书馆管理员陷入了绝望的情绪并相继自杀，另一些图书馆管理员产生了一些迷信和类似于邪教的行为，比如“净化者”，他们随意毁坏他们认为是无意义的书，并且在图书馆中寻找“绯红六边形”并销毁带有插图的魔法书；另外一些人通过占卜去寻找书籍；还有一些人相信，由于所有的书都存在于图书馆中，所以必定有一本书是图书馆内容的完美索引；甚至有些人相信，一个被称为“书之人”的人已经阅读过它，因此他们在图书馆中寻找他。

## 主题

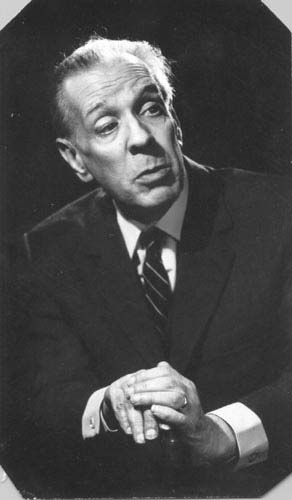
1967年博尔赫斯

这个故事延续了博尔赫斯1939年的散文作品《全库图书馆》（La Biblioteca Total）中的“全库图书馆”这一主题，而博尔赫斯的下面这段话则肯定了库尔德·拉斯维茨（Kurd Lasswitz）在1901年的短篇故事 Die Universalbibliothek 中开创了了这一主题：

亚里士多德将某些例子归功于德谟克利特和利伽丘普斯，这些例子明显地预示了这个主题，但它后来的发明者是古斯塔夫·费希纳（Gustav Theodor Fechner），而第一个提出这个概念的人是库尔德·拉斯维茨（Kurd Lasswitz）……在Theodor Wolff的书《与龟赛跑》（The Race with the Tortoise ，柏林，1919年）中，Theodor Wolff 博士提出这个主题可能是从拉蒙·柳利的思考机器衍生而来，或者仅是对他的模仿……他的游戏是使用通用的拼写符号，而不是语言中的词汇……拉斯维茨得出了25个符号（22个字母、空格、句号、逗号），这些符号的重新组合和重复涵盖了所有语言中可能表达的一切内容。这些变化总和将构成一个巨大的全库图书馆。拉斯维茨敦促人类建立这个非人类的图书馆，图书馆将自发地组织起来，而不是由人类有意识地进行设计和安排。（Wolff的《与龟赛跑》阐述了这个不可能的图书馆的建立和规模。）

在这篇小说中，博尔赫斯的许多标志性主题都得到了展现，包括无限、真实、卡巴拉式推理和迷宫。图书馆的概念经常被与博雷尔的打字猴定理进行比较。虽然在《通天塔图书馆》中没有提到猴子或打字机，但博尔赫斯在《全库图书馆》中提到了这个类比：“几只有打字机的猴子在永恒的时间中便会写出大英博物馆的所有书籍。” 在这个故事中，最接近的是这句话：“一个亵渎神明的教派建议……所有人都应该将字母和符号搅弄在一起，直到他们通过一个不太可能的机会，构造出这些经典著作。” 博尔赫斯在书中间接提到了莎士比亚的想法，因为图书馆中的一本书中唯一能辨认出来的句子是“噢，时间，你的金字塔”（O time thy pyramids），这显然是取自莎士比亚的第123首十四行诗，该诗开头的几行是“No Time, thou shalt not boast that I do change, Thy pyramids...”
博尔赫斯在他1976年的小说《沙之书》中提了一个类似的概念，其中存在着一本无限的书（或者说有无限页数的书），而不是一个无限的图书馆。另外，故事中的“沙之书”被称为用一种未知的字母书写，其内容并不是随机的。在《通天塔图书馆》中，博尔赫斯引入了意大利数学家博纳文图拉·卡瓦列里的观点，即任何固体都可以被表达为无限个平面的叠加。
博尔赫斯将图书馆类别为中心无处不在、边缘广阔的球体，即宇宙。数学家和哲学家布莱兹·帕斯卡使用了这个观点。在博尔赫斯早期的一篇散文中，他提到了帕斯卡的手稿并将这个球体称为“effroyable”，或者说是“可怕的”。
总之，因为图书馆包含了无限多的书籍，而且它们又是随机排列的。在这样的图书馆中，任何有用信息都会被埋没在各种无用信息之中，因此不可能找到有用信息。这也可以通过网站来模拟，这些网站生成了屏幕上充斥着随机字母的页面，模拟了在图书馆的书中随机翻开一页的经验。
故事开头的引语，“通过这种方法，你可以思考这二十三个字母的无穷变化”，出自罗伯特·伯顿于1621年的作品《忧郁的解剖》。这句引语也暗示了故事中的主题，即文字和信息的无限可能性。

## 哲学意涵

### 无限
在主流的自然语言语法中，由于递归，每个在语法上有效的句子都可以扩展成一个新的、更长的句子。 然而，通天塔图书馆中的书籍都是有限长度（“每本书都有410页；每页40行，每行大约80个字母”）的，所以图书馆只能包含有限数量的不同字符串。小说的叙述者注意到了这一事实，但他仍然认为图书馆是无限的，他猜测图书馆会周期性地重复自己，从而给看似随机排列的书籍带来了最终的“秩序”，最终摆脱“无序”。数学教授威廉·戈德布隆·布洛赫（William Goldbloom Bloch）在他的书籍《The Unimaginable Mathematics of Borges' Library of Babel》中肯定了叙述者的直觉，他推断图书馆的结构致使必然有一个及以上的书架没有被填满（因为每个房间的书本数量不能整除总书本数量），并且图书馆的每个楼层的房间要么连接成一个单一的哈密頓路徑，要么则不能相互连通。

### 蒯因的观点
威拉德·范·奥曼·蒯因指出通天塔图书馆是有限的，任何不能完整容纳在单一书本中的文本都可以通过第二本书来续写。可以通过使用摩斯密码来减小字母表的大小，尽管这会使书本变得更加冗长；书的大小也可以通过将每本书分成多卷并丢弃几本书所共用的相同部分来减小。蒯因写道：“终极的谬论正摆在我们面前：一个通用图书馆，其中的书籍只包含一个单点和一个短划。但我们都知道，持续的重复和两者的交替足以拼出任何真理。有限但通用的图书馆的奇迹只不过是二进制表示法的膨胀，即一切值得说的事情，以及其他一切，都可以用两个字符来表达。”

## 与生物学的关系
通天塔图书馆与生物学之间存在着一定的关系。有人曾将蛋白质序列的全部可能组合（蛋白质一级结构）与通天塔图书馆进行比较。在《通天塔图书馆》中，由于书目数量庞大且摆放无序，几乎不可能找到任何有意义的书籍。同样地，如果没有自然选择已经筛选出有意义的蛋白质序列，蛋白质序列也会面临类似的情况。另外，就像图书馆的每本书都有相近的版本一样，每个蛋白质序列都有一系列相邻的变种（点突变体），而这些变种可能具备原蛋白质的功能。
丹尼尔·丹尼特（Daniel Dennett）在他于1995年出版的书籍《达尔文的危险思想》（Darwin's Dangerous Idea）中，用通天塔图书馆的概念来解释阐述遗传变异的原理，他将其称为“孟德尔图书馆”（Library of Mendel）。后来，丹尼特在同一本书中再次运用这个概念，来想象所有可能的电脑算法，他将这个概念称为"东芝图书馆"。他将孟德尔图书馆和东芝图书馆描述为通天塔图书馆这一概念的子集。

## 影响
- 翁贝托·埃科的后现代小说《玫瑰的名字》（1980）中出现了一个迷宫般的图书馆，由一位名叫豪尔赫·德·博尔赫斯的失明修士管理。尽管房间的形状是八边形，但这个情节可能是受到了博尔赫斯的影响。
- Russell Standish的《虚无理论》使用通天塔图书馆这一概念，来说明一个包含了所有可能的终极集合将不含信息[14]。
- William Goldbloom Bloch 在《The Unimaginable Mathematics of Borges' Library of Babel》中，从数学角度探讨了这个短篇故事。Bloch使用拓扑学、信息理论和几何学来分析博尔赫斯所提出的图书馆[15][16]。
- 在葛瑞格·贝尔的小说《时间尽头的城市》（2008年）中，主人公携带的“和谐运算器”是旨在组合成一个“巴别”，即一个无限的图书馆，包含了所有可能的语言中的所有可能排列。贝尔表示这是受到博尔赫斯的启发，而博尔赫斯本人也在小说中被提及。其中，博尔赫斯被描述为一位不知名的阿根廷人，他被委托编写了一本关于不可能事物的百科全书，这可能是指《特隆、乌克巴尔、奥比斯·特蒂乌斯》或《幻兽辞典》中的其中一篇。
- "The Library of Babel"是由Jonathan Basile创建的网站，模拟了博尔赫斯的图书馆的英文版本。他创建的算法通过穷举29个字符的每一种组合（包括26个英文字母、空格、逗号和句号）来生成一本“书”。每本书都标有坐标，对应于它在六边形图书馆上的位置（六边形名称、墙编号、书架编号和书名）。该网站包含所有可能的3200字符的页面，大约有“10^4677本书”[17][18]。
- 在 Steven L. Peck 的中篇小说《在地狱的短暂逗留》（2009年）中，主人公必须在一个包含所有可能的书籍的图书馆中找到他一生的故事。小说中，博尔赫斯的故事被直接提到，尽管图书馆的结构非常不同。
- 在电影剧本《星际穿越》中，编剧乔纳森·诺兰和克里斯托弗·诺兰让主角进入了一个黑洞，最后来到了一个类似巴别图书馆的六边形空间中。同时，主角有能力将图书馆中的部分书籍搬回自己的家中，类似于小说中的书中人[19][20][21]。